# ノース・シドニー・カウンシル
ノース・シドニー・カウンシル (North Sydney Council) は、オーストラリア・ニューサウスウェールズ州の地方公共団体。

## 概要
シドニーCBDとは、ハーバーブリッジ及び海底トンネルのハーバートンネルで結ばれている。シドニーCBDから北にわずか3kmの位置にあり交通の便が良い。東は、モスマン・カウンシルと隣接し、北西をシティ・オブ・ウィロウビー、西は、ミュニシパリティ・オブ・レーン・コウヴと隣接する。
ノース・シドニー地区とセント・レナーズ地区は駅前再開発により高層ビルが集積している。シドニー湾に面した住宅地には船着場を備えた邸宅が建ち並んでいる。
シドニー湾北岸の経済の中心地であり、トヨタファイナンシャルサービス、IBM、レノボといった世界企業や、オーストラリアでチェーン展開するポルトガルスタイルの鶏肉料理を展開するオポルト（en）、プリペイド式携帯電話を展開するサヴィーテル（en）、オーストラリアやニュージーランド、東南アジア、中華人民共和国で建設・エンジニアリング業務を展開するライトン・ホールディングス（en）といったオーストラリア地場企業が本社を設け、まさしく、シドニー湾北岸の経済の中心地でもある。

## 構成サバーブ
ノース・シドニー・カウンシルは、以下のサバーブで構成されている。
- キャンマリー（Cammeray）
- クレモルネ（Cremorne）
- クレモルネ・ポイント（Cremorne Point）
- クロウズ・ネスト（Crows Nest）
- キリビリ（Kirribilli）
- クラバ・ポイント（Kurraba Point）
- ラヴェンダー・ベイ（Lavender Bay）
- マクマホンズ・ポイント（McMahons Point）
- ミルソンズ・ポイント（Milsons Point）
- ニュートラル・ベイ（Neutral Bay）
- ノース・シドニー（North Sydney）
- セント・レナーズ（St Leonards）
- ウェイヴァートン（Waverton）
- ウォルストンクラーフト（Wollstonecraft）

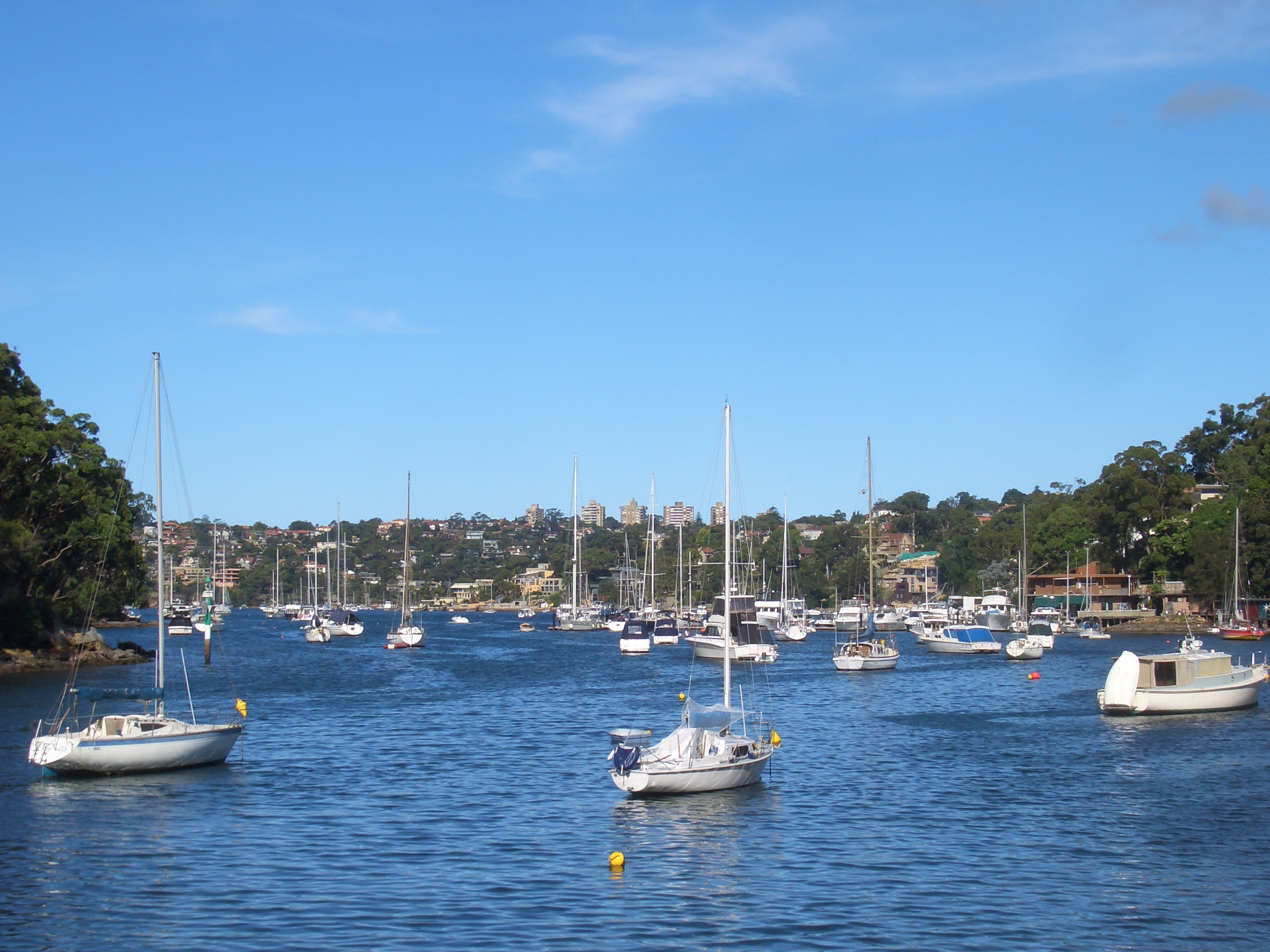
ウィロウビー湾（キャンマリー）
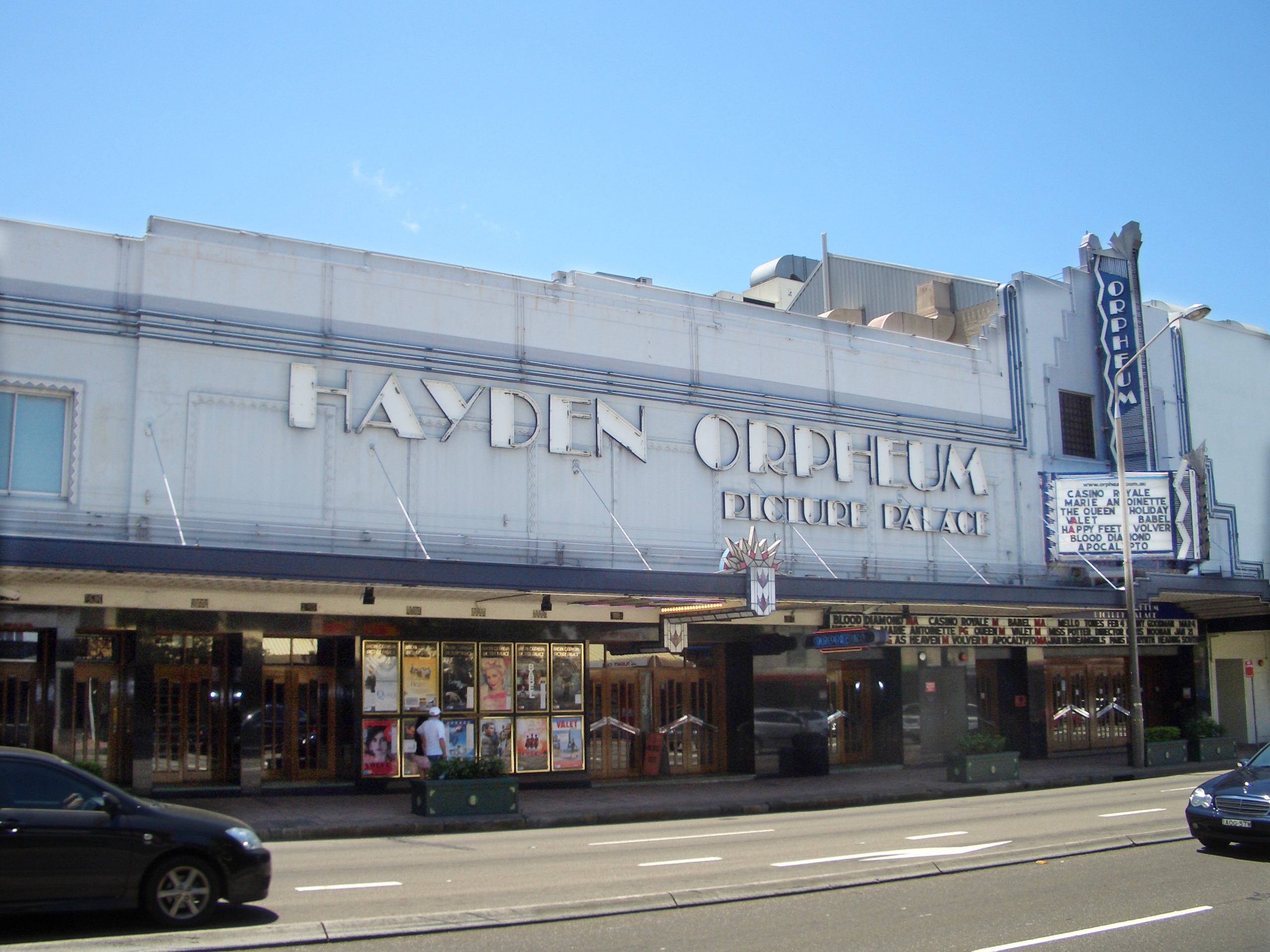
クレモルネのHayden Orpheum Picture House
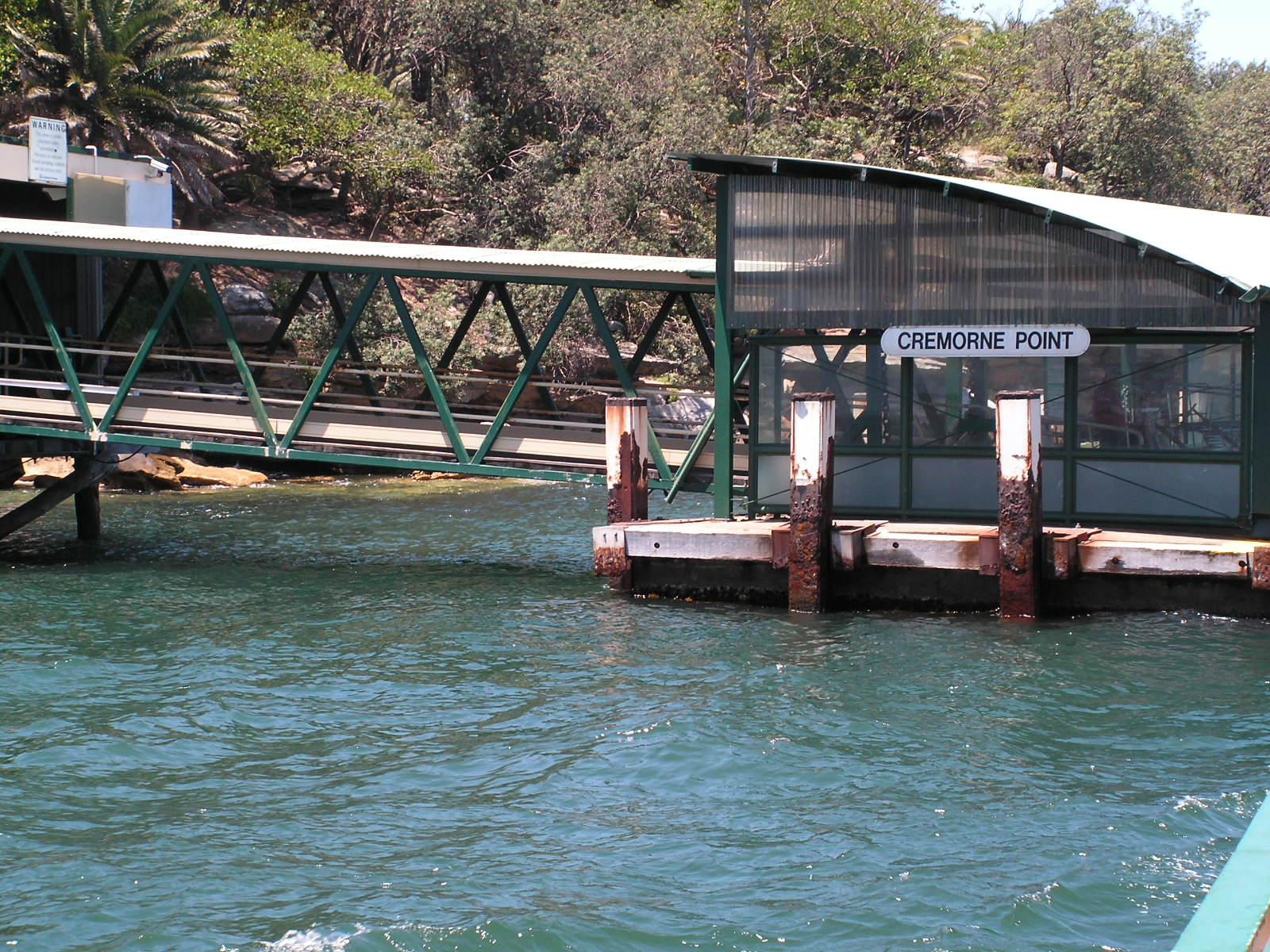
クレモルネ・ポイントのフェリー埠頭
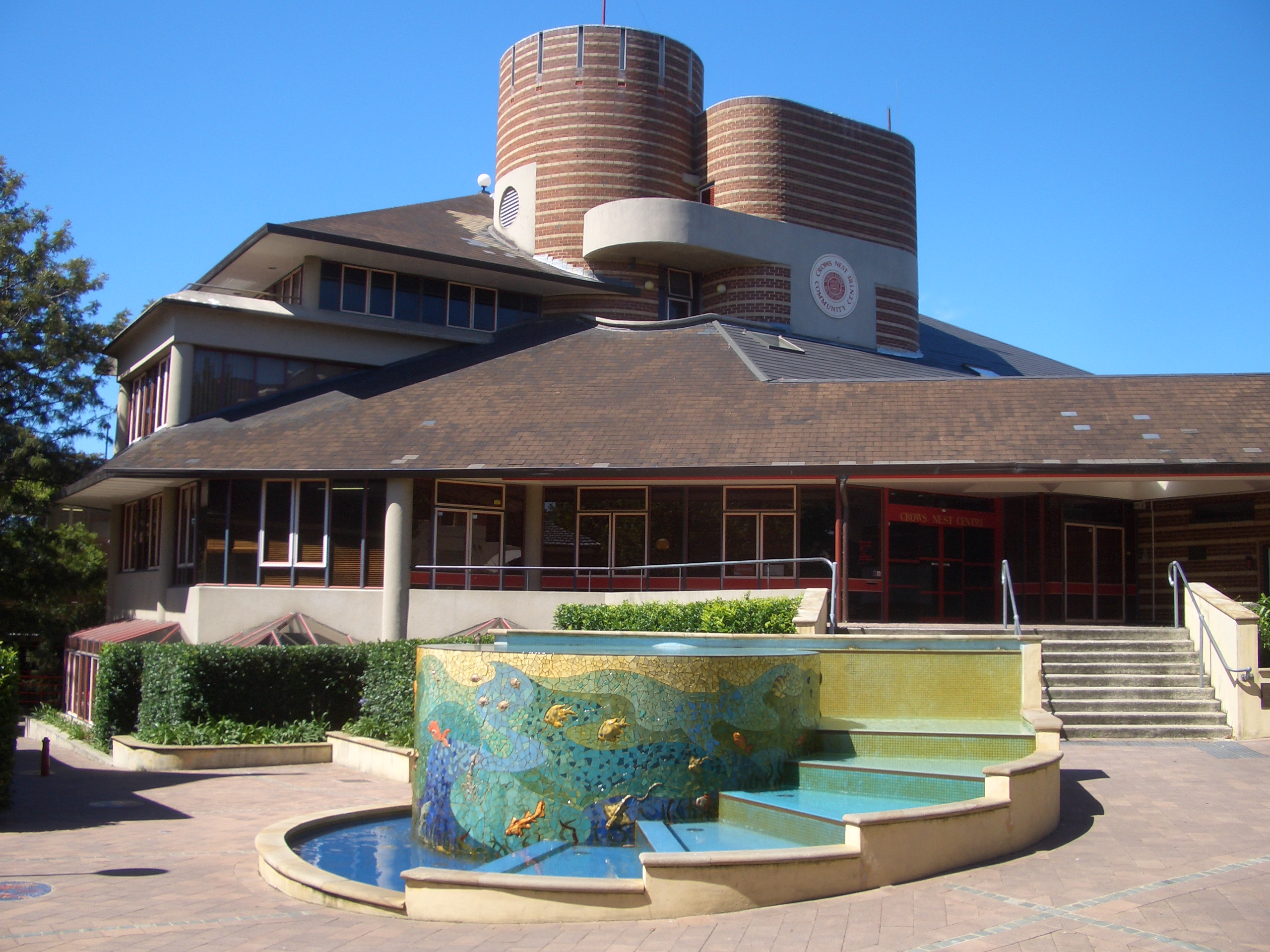
クロウズ・ネストのコミュニティ・センター
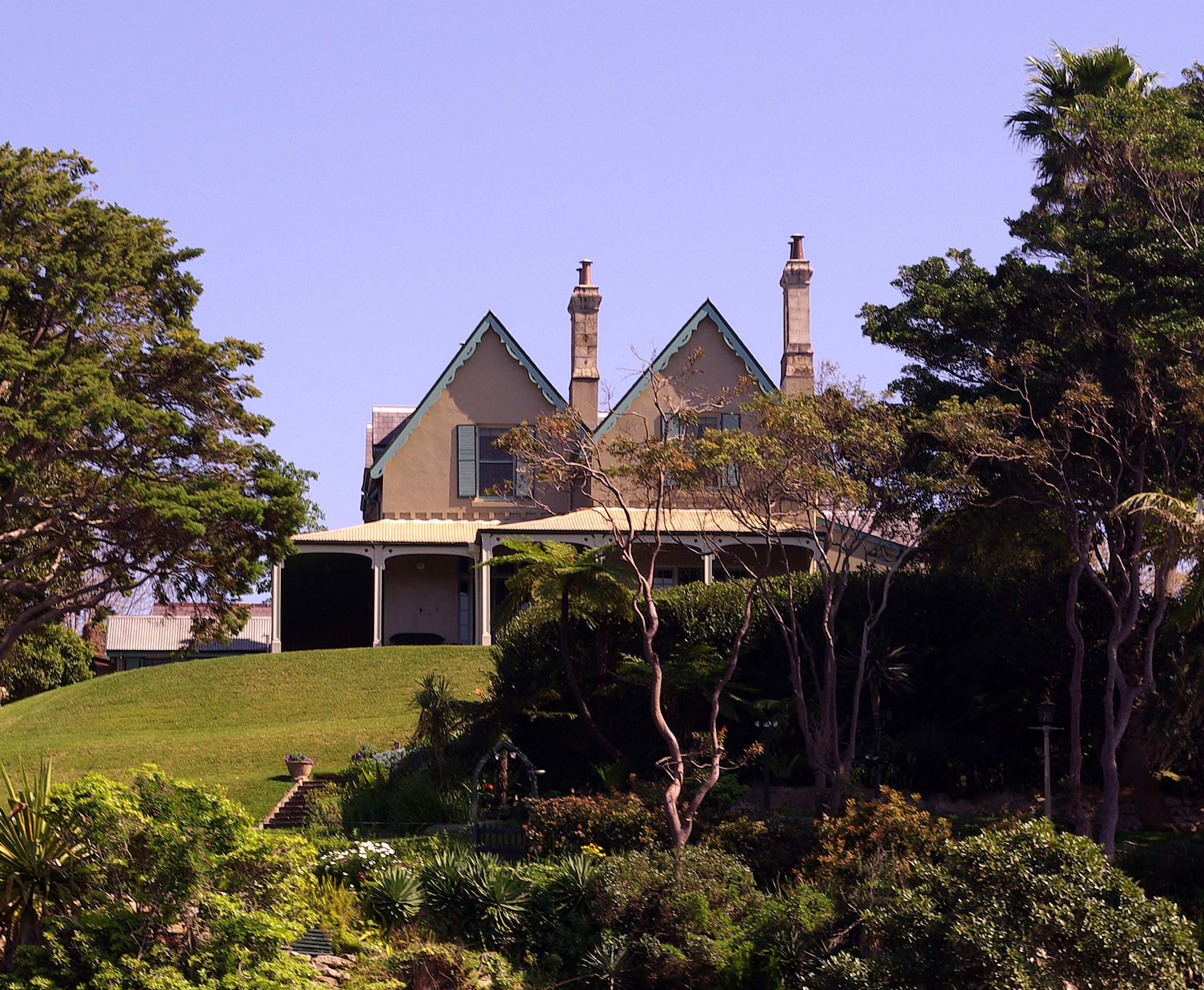
シドニーにおける豪州首相公邸にあたるキリビリ・ハウス（en）
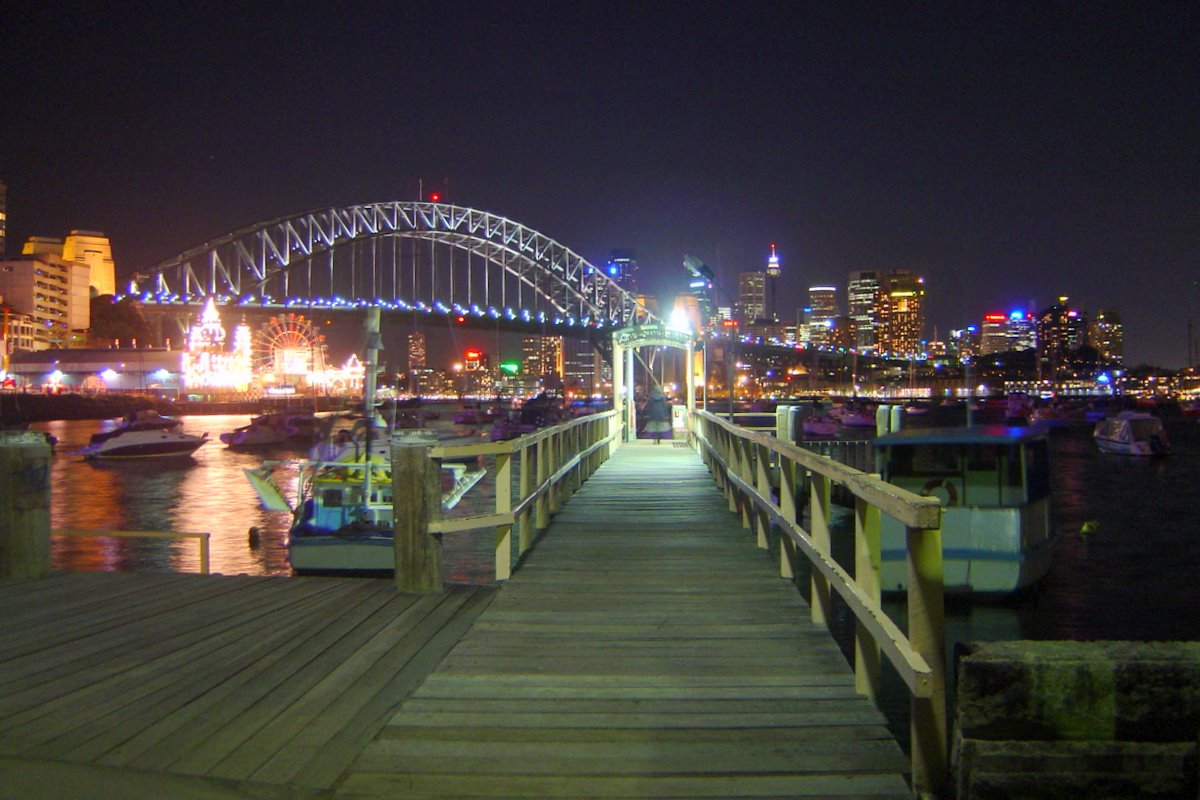
ラヴェンダー・ベイフェリー埠頭とハーバーブリッジ
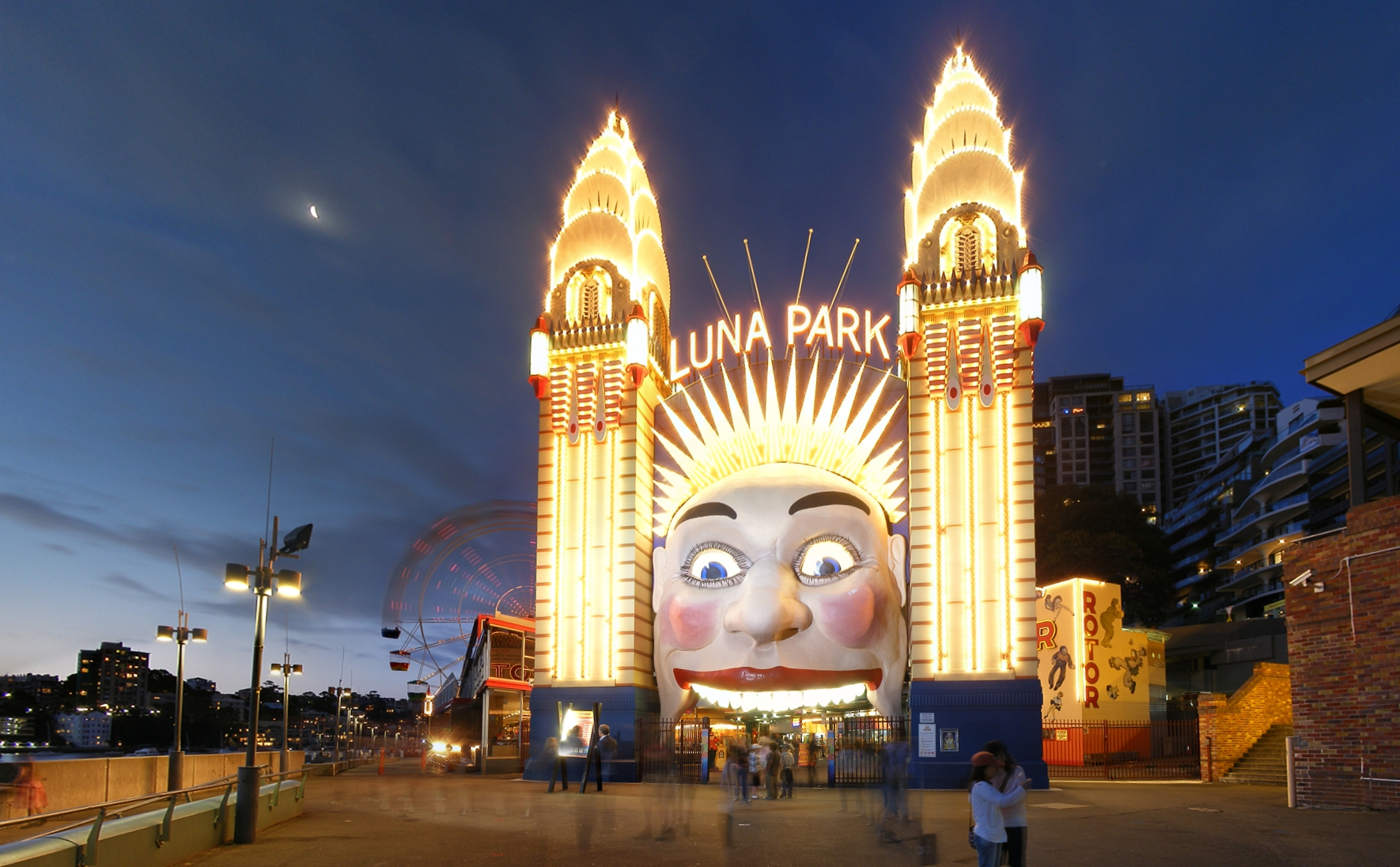
ミルソンズ・ポイントにあるルナ・パーク・シドニー（en）
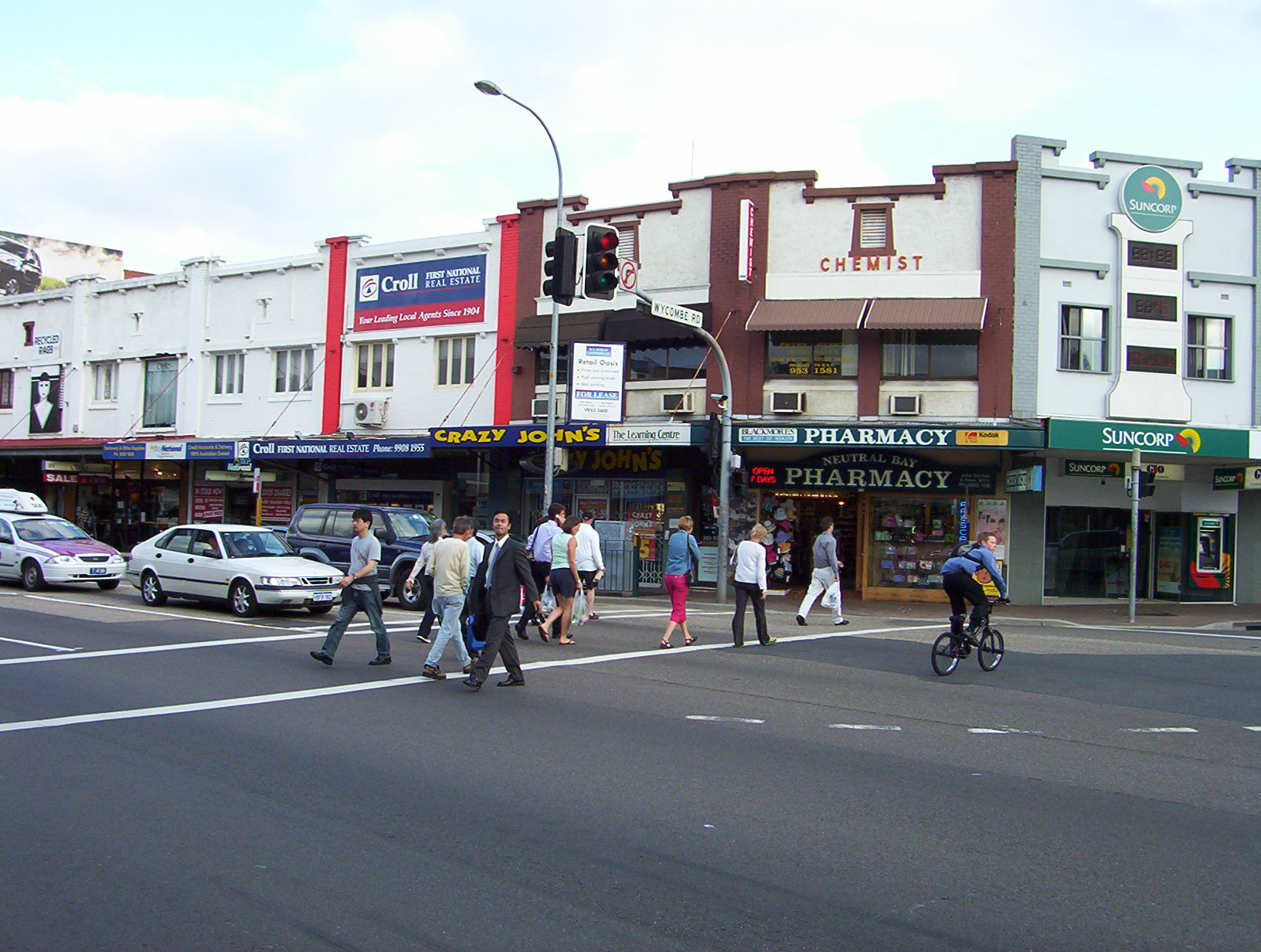
ニュートラル・ベイ・ジャンクション
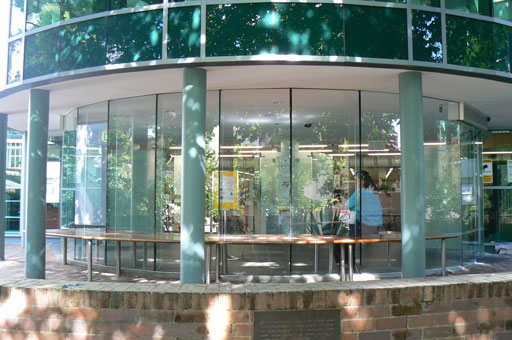
ノース・シドニーにあるスタントン図書館（en）
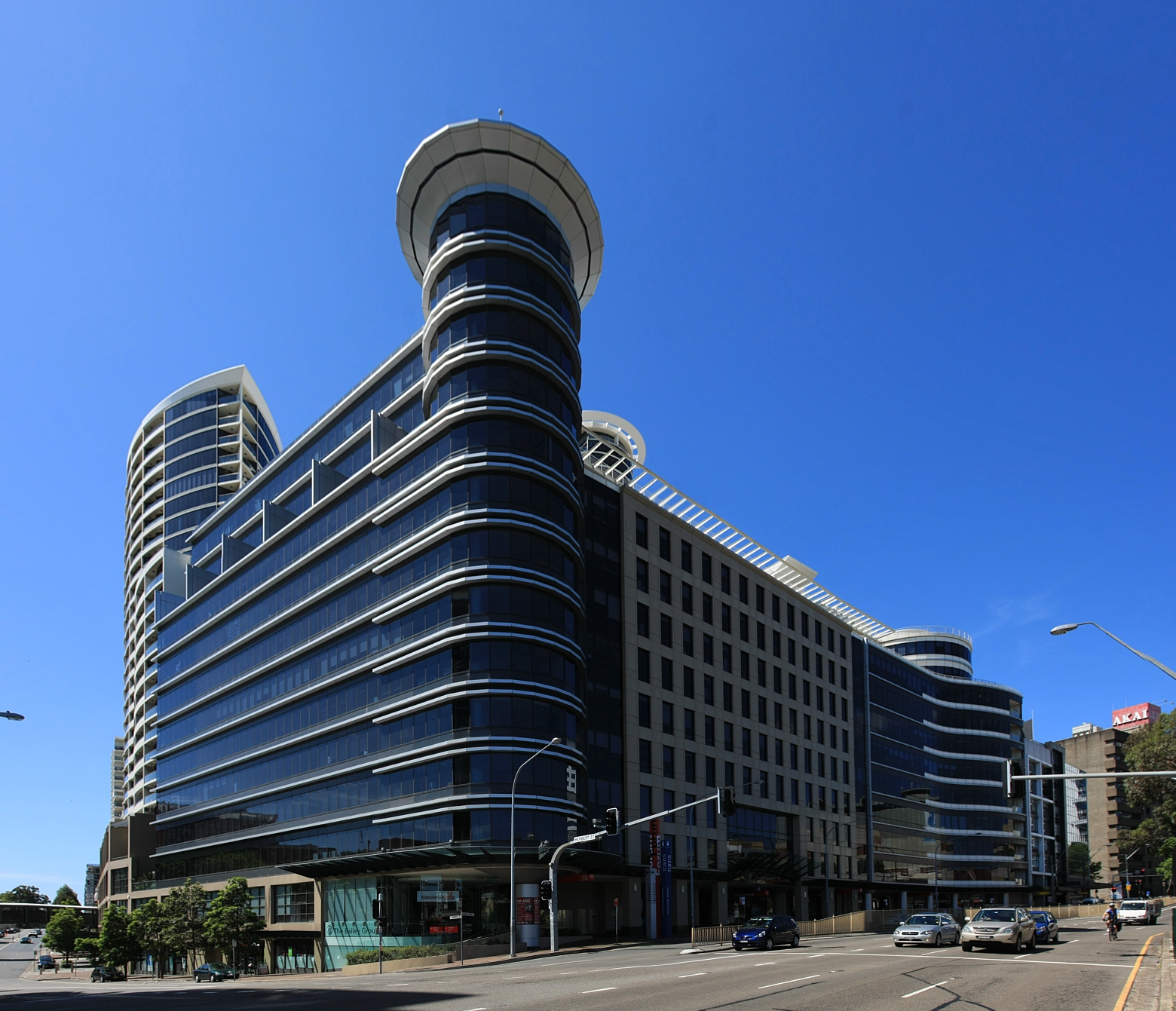
セント・レナーズで最も高い建築物のザ・フォーラム。シドニー湾北岸の経済の中心。
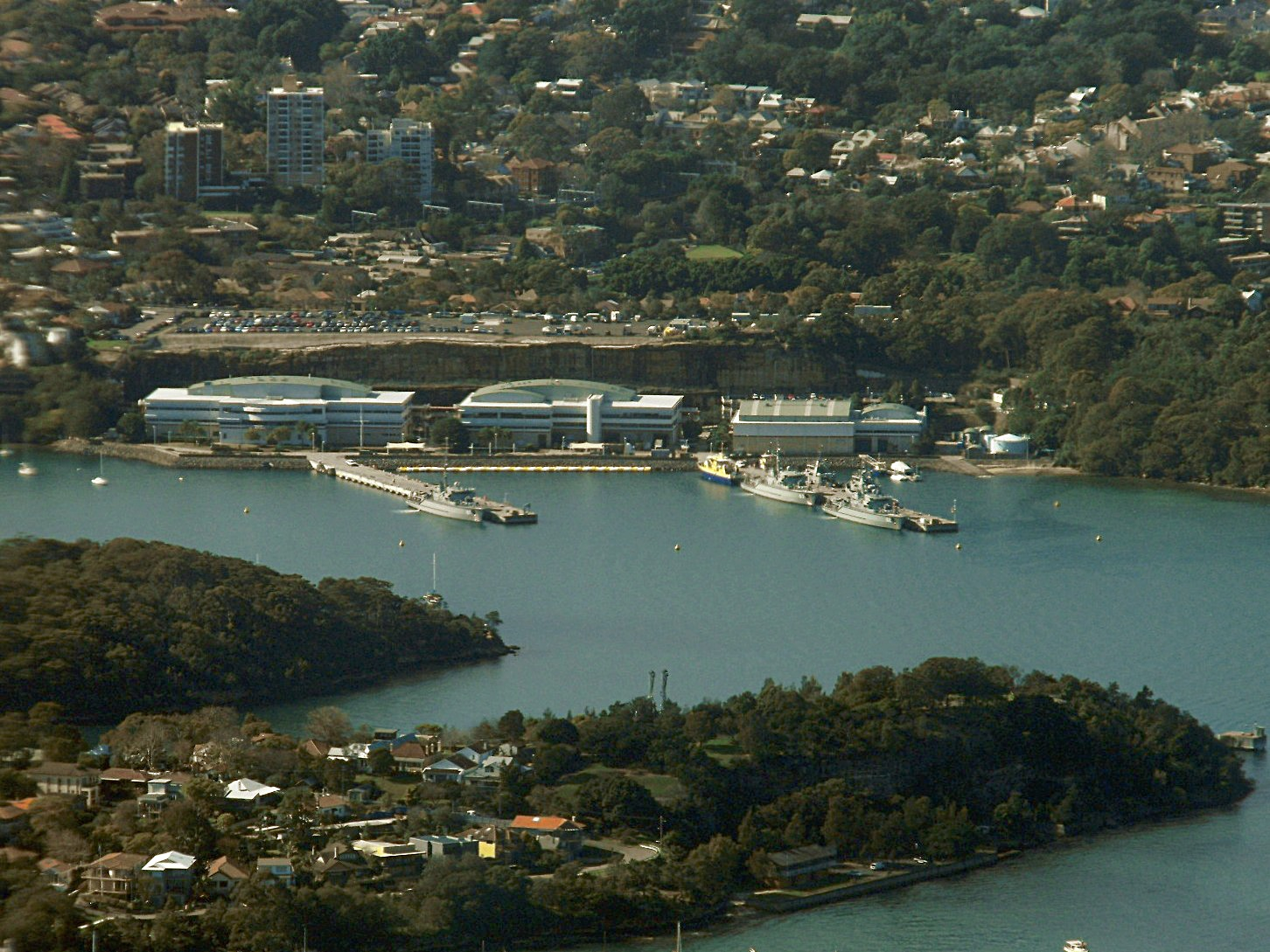
ウェイヴァートン のHMAS ウォーターヘン（en）。

## 議会
ノース・シドニー・カウンシルの議会は、13人によって構成される。任期は4年。選挙区は4つでそれぞれの選挙区から3人の議員が選出される。市長は、12人の議員とは別に単一選挙区で同時に、1人が選出される。市長は、Jilly Gibson。最新の議会選挙は、2012年9月8日に実施された。市長も含め、議会全員が特定の政党に所属していない格好となっている。